# Konica AR
Тип байонету для дзеркальних однооб'єктивних 35мм фотоапаратів, який вперше з'явився на камерах Konica у 1965 році. Тапкож відомий як Konica Auto-Reflex та Konica bayonet type II (під цією назвою він зустрічається у інструкціях користувача камер Konica). Камери із цим байонетом продовжували випускати до 1987 року.
Крім механічного з'єднання камери та об'єктива байонет передбачає механічне керування діафрагмою з камери.

## Моделі камер
Камери Konica були унікальними у свій час, так наприклад перша камер Autoreflex є однією з перших у світі 35мм дзеркальних камер з автоматичним встановленням експозиції (автоматичний вибір діафрагми при встановленні витримки вручну). Компанію Konica зміг випередити тільки завод Арсенал із камерою Київ-10. Розвитком Konica Autoreflex стала Autoreflex T, яка теж стала першою, а саме першою у світі із автоматичним встановленням експозиції та експономером, що працює через об'єктив (TTL).
Невелика Autoreflex TC стала однією з перших камер з пласмасмасовим корпусом, невелика легка, проте містить великий та якісний видошукач.
Autoreflex FS-1 стала першою у світі 35мм дзеркальною каемрою з вбудованим моторним приводом для перемотки плівки.
А остання з камер цієї серії, TC-X стала першою у світі камерою цього класу з повністю пластмасовим корпусом та каркасом, та першою камерою, що використовує DX-коди на касеті для автоматичного встановлення чутливості плівки. Ця камера випускалась компанією Cosina для Konica
Повний перелік камер Konica з байонетом AR:
- Konica Auto-Reflex (1965-1968) Також відома як Autorex у Японії.
- Konica Auto-Reflex P (1966-1968) Також відома як Autorex P у Японії.
- Konica Autoreflex T (1968-1970)
- Konica Autoreflex A (1968-1971)
- Konica Autoreflex T2 (1970-1973)
- Konica Autoreflex A2 (1971-1972)
- Konica Autoreflex A1000 (1972-1973)
- Konica Autoreflex T3 (1973-1975)
- Konica Autoreflex A3 (1973-?)
- Konica Autoreflex T3N (1975-1978)
- Konica Autoreflex TC (1976-1982)
- Konica Autoreflex T4 (1978-1979)
- Konica FS-1 (1979-1983)
- Konica FC-1 (1980-1983)
- Konica FP-1 (1981-1983)
- Konica FT-1 (1983-1987)
- Konica TC-X (1985-1987)

## Об'єктиви
Konica випускала об'єктиви з байонетом AR під маркою Hexanon з фокусними відстанями від 15 до 2000 мм, як з постійною, так і з змінною фокусною відстанню.
Дзеркально-лінзовий об'єктив 2000mm f11 Reflex Hexanon AR став чи не найдовшим (за фокусною відстанню) об'єктивом для дзеркальних однооб'єктивних 35мм камер, таких об'єктивів було випущено лише 6 штук, і вони мають унікальну для зеркально-лізових об'єктивів можливість керування діафрагмою.
Крім Konica, сторонні виробники також випускали об'єктиви з байонетом AR